# Hermann Settegast

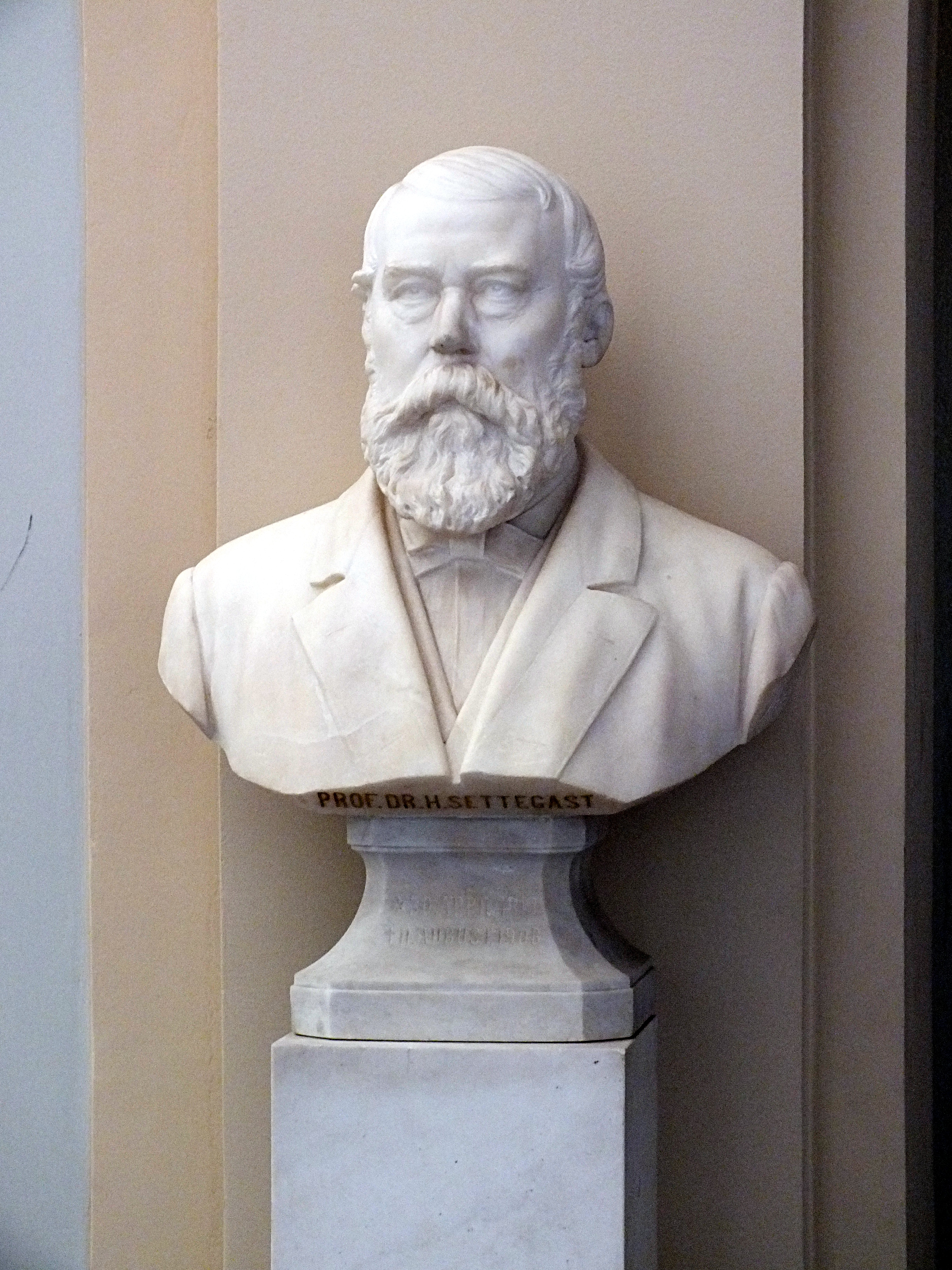
Büste für Settegast in der Humboldt-Universität Berlin

Hermann Settegast

Hermann Gustav Settegast (* 30. April 1819 in Königsberg; † 11. August 1908 in Berlin) war ein deutscher Agrarwissenschaftler.

## Leben
Settegast, Sohn eines Gerichtskalkulators, absolvierte eine neunjährige landwirtschaftliche Ausbildung auf den Gütern des ostpreußischen Gutsbesitzers Friedrich von Fahrenheid, ging 1844 nach Berlin und studierte an der Friedrich-Wilhelm-Universität Naturwissenschaften. 1845 wechselte er an die Universität Hohenheim und studierte Landwirtschaft. Von 1847 bis 1856 war er Verwalter der Königlichen Domäne Proskau in Schlesien und gleichzeitig Lehrer an der dortigen Landwirtschaftlichen Akademie.
1857 wurde Settegast zum Direktor der neu gegründeten Landwirtschaftlichen Akademie Waldau bei Königsberg berufen. Hier arbeitete er überwiegend auf dem Gebiet der Tierzucht. 1863 folgte er wiederum einem Ruf an die Landwirtschaftliche Akademie Proskau. Während seines Direktorats stieg die Zahl der Studenten von 36 im Sommersemester 1863 auf 62 im Wintersemester 1863/64. Im SS 1864 erhöhte sie sich weiter auf 72, im WS 1864/65 auf 95 und im SS 1865 auf 102. Als Direktor leitete er diese Lehranstalt bis zu deren Auflösung im Jahre 1881. Zu seinen wichtigsten Veröffentlichungen während dieser Zeit gehören zwei Schriften über die akademische Ausbildung der Landwirte: Die landwirthschaftliche Akademie Proskau (1864) und Der landwirthschaftliche Unterricht (1873). In beiden Veröffentlichungen widerspricht Settegast der vor allem von Justus von Liebig vertretenen Ansicht, dass ein Studium der Landwirtschaft nur an Universitäten, nicht jedoch an landwirtschaftlichen Akademien erfolgreich durchgeführt werden könne.
1868 veröffentlichte Settegast sein epochemachendes Buch Die Thierzucht, von dem bis 1888 fünf Auflagen erschienen sind. Allein mit diesem Standardwerk gehört er zu den bedeutendsten Tierzuchtwissenschaftlern des 19. Jahrhunderts. Im Jahr 1873 wurde er zum Mitglied der Leopoldina gewählt.
1881 folgte Settegast einem Ruf an die neu gegründete Landwirtschaftliche Hochschule Berlin. Als ordentlicher Professor für Tierzucht und landwirtschaftliche Betriebslehre war er hier bis 1889 tätig. Während dieser Zeit beteiligte er sich an den teilweise heftigen Diskussionen über den Wert des Anbausystems des Landwirts Albert Schultz-Lupitz. In mehreren Streitschriften äußerte er die Befürchtung, dass bei dem von Schultz-Lupitz propagierten Anbausystem mit Leguminosen der Stallmist als Stickstoffdünger nicht mehr notwendig sei und dann die Tierzucht „als ein notwendiges Übel“ angesehen werden könnte.
In den letzten zwei Jahrzehnten seines Lebens beschäftigte sich Settegast auch mit historischen, kulturpolitischen und ethischen Fragen. Beachtenswert hierzu ist sein Buch Der Idealismus und die deutsche Landwirthschaft (1886). Seine Lebenserinnerungen erschienen unter dem Titel Erlebtes und Erstrebtes (1892). Settegast war aktiver Freimaurer. Er gründete selbst eine Großloge und veröffentlichte zahlreiche Schriften über Aufgaben und Ziele der Freimaurerei.
Settegast war ein eng mit der landwirtschaftlichen Praxis verbundener, vielseitiger Wissenschaftler. 1869 wurde er zum Geheimen Regierungsrat ernannt. Im gleichen Jahr verlieh ihm die Universität Breslau die Würde eines Ehrendoktors. 1881 wurde er mit der Goldenen Liebig-Medaille ausgezeichnet.
Im Säulenumgang der Gärtnerisch-Landwirtschaftlichen Fakultät der Humboldt-Universität zu Berlin in der Invalidenstraße wird an Settegast mit einer Marmorbüste erinnert.

## Große Freimaurerloge von Preußen; Kaiser Friedrich zur Bundestreue
Settegast wurde 1854 in der Loge Psyche in Oppeln in den Bund der Freimaurer aufgenommen. 1859 trat er der Johannisloge Zum Todtenkopf und Phoenix in Königsberg bei. Dort bearbeitete er auch die drei Johannisgrade  der Großen Landesloge der Freimaurer von Deutschland.
1884 wurde Settegast ohne vorhergehende Erfahrung mit Ämtern in der Loge das Amt des zugeordneten (abgeordneten) Großmeisters der Großloge Royal York zur Freundschaft gewählt. Dies geschah auf Empfehlung des damaligen Großmeisters, Ludwig Herrig.
Als Herrig im Jahre 1889 verstarb, übernahm Settegast das Amt des Großmeisters der Royal York Großloge.
Settegast wollte die veralteten Statuten der Großloge reformieren und setzte daraufhin eine Kommission von vierzehn Brüdern ein, die sich mit der Überarbeitung der Statuten beschäftigen sollten.
Am 15. November 1889 legte Settegast sein Amt als Großmeister nieder, weil die Kommission zwei seiner Anträge mit sechs gegen vier Stimmen ablehnte.
Diese Anträge bezogen sich auf:
1. Abänderung des Grundgesetzes betreffs der beiden Abteilungen der Großen Loge.
2. Antrag auf Aufnahme von Suchenden ohne ein christliches Bekenntnis.

Nachdem auch die Revision des Grundgesetzes der Großloge keine Abänderung in Settegast Sinn gebracht hatte, schied er aus dem Verband seiner Großloge gänzlich aus, und trat 1891 der Hamburger Loge Ferdinande Karoline bei.
Am 15. April 1892 reichten Brüder – nach Hamburg zugehörig, aber in Berlin lebend – das Gesuch ein, in Berlin eine Tochterloge der Hamburger Loge gründen zu dürfen. Dieses Gesuch wurde mit der Begründung abgelehnt, dass es das 1798 aufgestellte Drei Großlogen Edikt verletze, welches nur die Existenz von drei Großlogen in Preußen tolerierte.
Settegast versuchte zunächst eine Genehmigung der Regierung zu bekommen, wurde aber 1892 von Innenminister Ernst Ludwig Herrfurth abgewiesen. Kurz darauf trat er als Reaktion auf die Ablehnung aus der Hamburger Loge aus und gründete im selben Jahr mit seinen Anhängern, von denen ein Großteil jüdischen Glaubens war, eine irreguläre Großloge mit dem Namen Große Freimaurerloge von Preußen; Kaiser Friedrich zur Bundestreue.
Aufgrund des Ediktes wurde die neue Großloge von der Polizei verboten. Settegast beschloss nun, sein Recht gerichtlich durchzusetzen. Der Weg durch die Instanzen endete für Settegast am 22. April 1893 vor dem Preußischen Oberverwaltungsgericht siegreich; das alte Edikt von 1798 wurde außer Kraft gesetzt.
Die neue Großloge von Settegast entfaltete eine rege Tätigkeit. Innerhalb weniger Jahre hatte sie zwölf Tochterlogen und eine eigene Großlogenzeitschrift (Bausteine). Es existierten auch Logen in Breslau und New York. Eine Anerkennung für seine Großloge erhielt Settegast aber weder von den altpreußischen Großlogen noch von den humanitären Großlogen des Deutschen Großlogenbundes, sondern nur aus dem Ausland von der Symbolischen Großloge von Ungarn und dem Großosten der Niederlande.
In Folge der Isolation beschloss Settegasts Schwiegersohn und Amtsnachfolger Heinrich Möller den Anschluss an die Große Loge von Hamburg. Die Settegast-Großloge löste sich auf, ebenso ihre Tochterlogen, worauf die Mitglieder in das Hamburger System neu aufgenommen wurden, um am 28. Oktober 1900 die Provinzial-Großloge von Hamburg in Berlin (Provinzial-Großmeister Möller) zu errichten. Bei der feierlichen Installierung wurde Settegast zum Ehrenmitglied der Hamburger Großloge proklamiert.

## Schriften (Auswahl)
- Eine landwirthschaftliche Reise durch England. Parallele zwischen der englischen Landwirthschaft und der Deutschlands. Graß, Barth, Breslau 1852.
- Die landwirthschaftliche Akademie Proskau. Unter Mitwirkung der Lehrer der Akademie geschildert. Wiegandt & Hempel, Berlin 1864. (Digitalisat)
- Die Thierzucht. Korn, Breslau 1868. (Digitalisat) 2. Auflage. 1869; 3. Auflage. 1872. 4. neubearb. Aufl. in zwei Bänden:

1. Band:  Die Züchtungslehre. (Digitalisat der 5. Aufl. 1888)
2. Band: Die Fütterungslehre. (Digitalisat der 5. Aufl. 1888)

- Aufgaben und Leistungen der modernen Thierzucht. Charisius, Berlin 1870. (Sammlung gemeinverständlicher wissenschaftlicher Vorträge Nr. 106 = Serie 5.) (Digitalisat)
- Der landwirthschaftliche Unterricht. Korn, Breslau 1873.
- Die Landwirthschaft und ihr Betrieb. 3 Bände. Korn, Breslau 1875–1879. 2. Auflage. 1875. 3. Auflage. 1885. (Digitalisat Band 1), (Band 2, 1877), (Band 3 1879.)
- Schultz-Lupitz und kein Ende. Ein Wort zur Verständigung über die Anwendung der Lehre Liebig´s in der modernen Ersatzwirthschaft. Parey, Berlin 1883. (Digitalisat)
- Die deutsche Landwirthschaft vom kulturgeschichtlichen Standpunkte. Parey, Berlin 1884.
- Der Idealismus und die deutsche Landwirthschaft. Korn, Breslau 1886. (Digitalisat)
- Die deutsche Viehzucht, ihr Werden und Wachsen und gegenwärtiger Standpunkt. Parey, Berlin 1890.
- Die deutsche Freimaurerei, ihr Wesen, ihre Ziele und Zukunft im Hinblick auf den freimaurerischen Nothstand in Preussen. Berlin 1892; 2.–7. Aufl. 1892–1894; 8. Auflage. unter dem Titel: Die deutsche Freimaurerei, ihre Grundlagen, ihre Ziele für Freimaurer und Nichtfreimaurer dargestellt mit Anhang: Der Darwinismus in seinem Verhältnis zur Naturforschung, Religion und Freimaurerei. Berlin 1908.
- Erlebtes und Erstrebtes. Puttkammer & Mühlbrecht. Berlin 1892. (Digitalisat)